# زمین‌لرزه ۱۹۶۳ سو-او
زمین‌لرزه سو-او  در تاریخ ۱۳ فوریه ۱۹۶۳ میلادی، برابر با ‎۲۴ بهمن ۱۳۴۱، ساعت ۸:۵۰:۰۴ به زمان یوتی‌سی در تایوان ، منطقه شهرستان ییلان رخ داد. ژرفای این زلزله ۳۵ کیلومتر بود. بزرگی آن ۷٫۳ در مقیاس Mw اعلام شده‌است. زمین‌لرزه به وقت محلی در روز چهارشنبه، ساعت ۱۶ روی داده و منطقه زمانی آن یوتی‌سی +۸ بوده‌است .
سازمان زمین‌شناسی آمریکا نیز جای این زمین‌لرزه را در مختصات ۲۴°۳۰′شمالی ۱۲۲°۰۶′شرقی / ۲۴٫۵°شمالی ۱۲۲٫۱°شرقی و بزرگی آنرا برابر با ۷٫۳ در مقیاس ریشتر اعلام کرده‌است. ژرفای گزارش شده از سوی این سازمان ۴۷ کیلومتر می‌باشد.
شمار کشتگان زلزله حدود ۱۵ نفر بوده‌است.تعداد زخمیان ۳ نفر برآورده شده‌است.سونامی نیز در این زلزله گزارش شده‌است.